# Eisenwerk Kraft

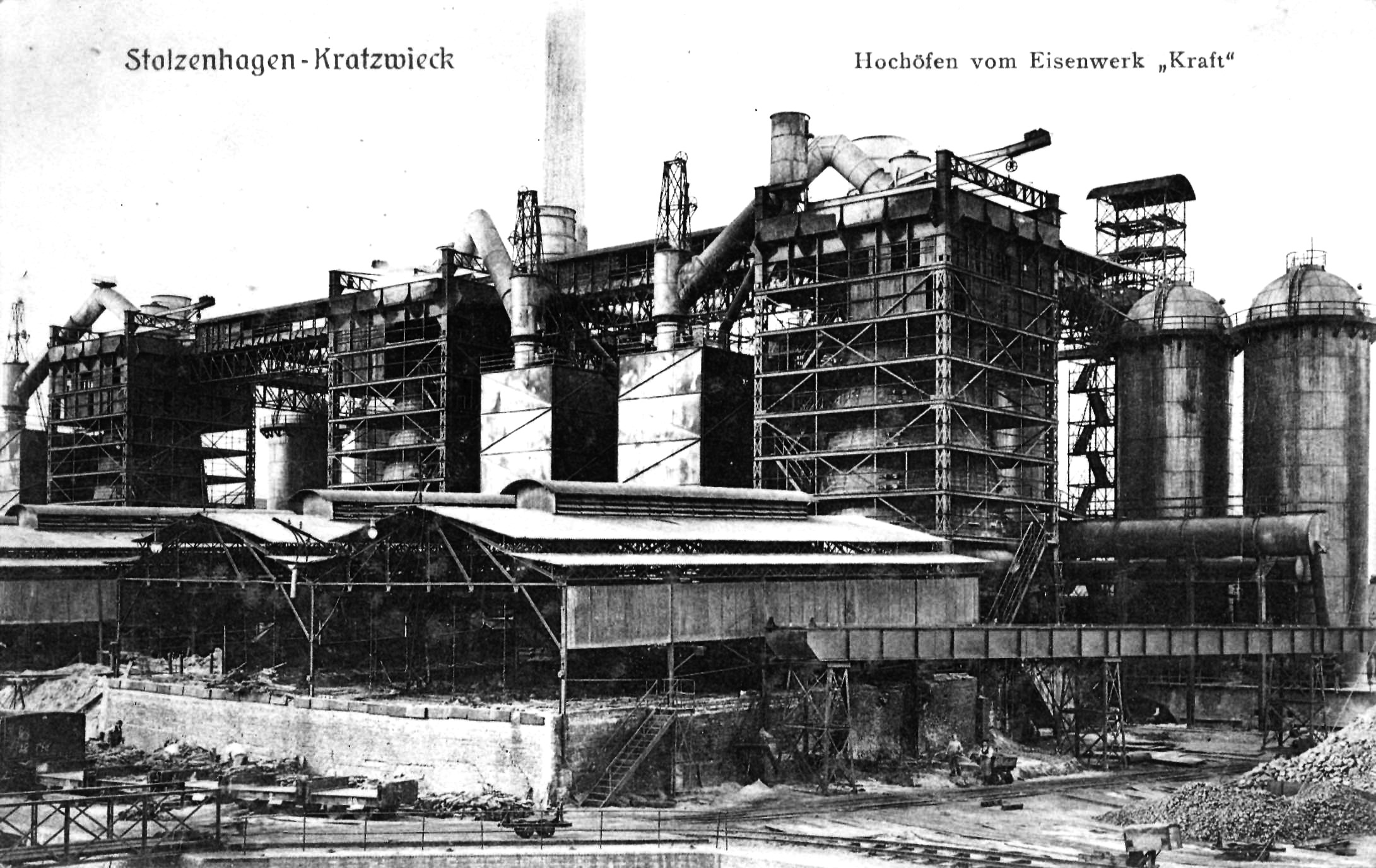
Hochöfen

Die Eisenwerk Kraft AG war ein deutsches Schwerindustrie-Unternehmen mit Sitz in Stettin im Ortsteil Kratzwieck mit circa 2500 Arbeitern.

## Geschichte

### Kraftwerk

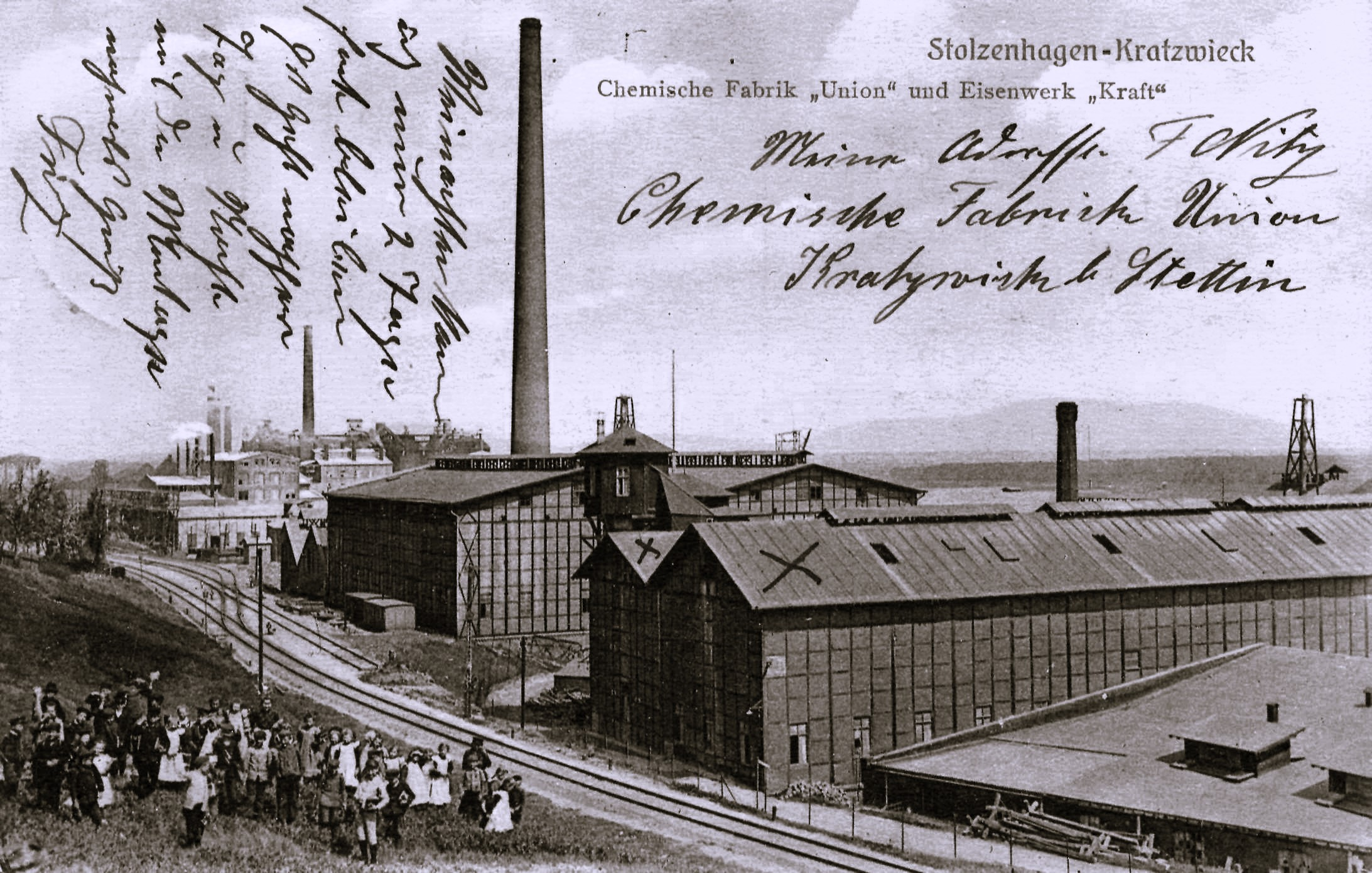
Werksansicht

1895 beschloss Graf Guido Henckel von Donnersmarck die Realisierung der Idee des Betriebsingenieurs seiner Falva-Hütte Bernhard Grau, aus betriebswirtschaftlichen Gründen ein Hüttenwerk zur Produktion von Roheisen ohne Weiterverarbeitung an der Küste zu bauen. Ausgewählt wurde der Ortsteil Kratzwieck, Kratzwiek (heute Szczecin Glinki) war eine aus dem Landkreis Randow eingegliederte Gemeinde in das später von Stettin (Szczecin) eingemeindete Stolzenhagen an der Oder, um die geringeren Frachtkosten für die Eisenerze aus Schweden und die preisgünstige hochwertige Kohle aus England zu nutzen. Darüber hinaus sollte mit dieser Hütte die Unabhängigkeit von teilweise noch in Gründung befindlichen Rohstoffsyndikaten für Kohle, Koks und Erz erreicht werden. Geplant wurde eine vergleichsweise hohe Jahresproduktion von 120.000–130.000 t. Der Bau des nach dem zweiten Sohn Kraft benannten Hüttenwerkes – kurz Kraftwerk genannt – begann 1896, und 1897 wurde der erste Hochofen angeblasen mit Überführung des Hochofenwerkes in die Aktiengesellschaft, die Graf Guido als Aufsichtsratsvorsitzender führte. Angeschlossen war eine eigene Kokerei und ein mit Kokereigas und Gichtgas beheiztes Kraftwerk zur Versorgung aller Nebenbetriebe. 1906 waren es bereits drei Hochöfen. Diese rasante Entwicklung wurde durch den Standort begünstigt. In Stettin wurde schwedisches Erz, das über die Ostsee angeliefert wurde, mit u. a. schlesischer Steinkohle, die über die Oder transportiert wurde, verhüttet. Die Hauptabnehmer für die Stahlprodukte waren die AG Vulcan Stettin, Stettiner Oderwerke und die Schichau-Werke in Elbing. Zudem wurde in der Zement- und Ziegelfabrik das Portlandhüttenzement, ein Abfall Produkt der Eisenverhüttung verarbeitet. Der Verlust des oberschlesischen Industriegebietes 1922 traf das Werk empfindlich.

### Huta Szczecin

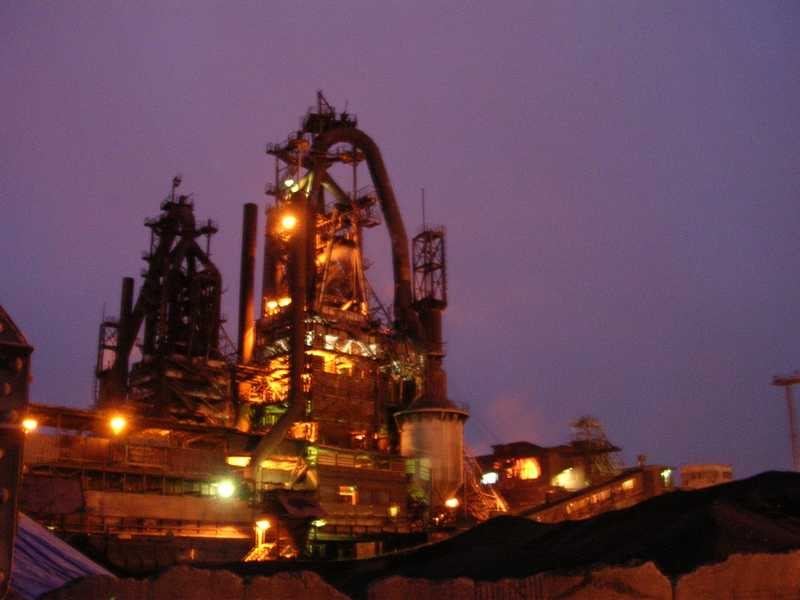
Hochhofen von Huta Szczecin

Nach dem Zweiten Weltkrieg wurde das Werk am 16. Mai 1946 von der Volksrepublik Polen verstaatlicht und erhielt den Namen „Huta Szczecin“. Mit einem Arbeitsvolumen von 490 m³ gehörte es zu den kleineren der polnischen Stahlstandorte. 
1996 wurde das Werk privatisiert und 2004 von der polnischen Kronospan GmbH, eine Tochter der österreichischen Kronospan-Gruppe übernommen. 2005 wurde das Werk stillgelegt. Von 2008 bis 2010 erfolgte der Abriss der Hochöfen. Seit 2011 dient das Firmengelände als Lager- und Umschlagplatz für Methanol.